# Neil Fallon
Neil Patrick Fallon, född 25 oktober, 1971 i Portsmouth, Virginia, är sångare och ibland kompgitarrist för rockbandet Clutch. Han är även sångare i supergruppen The Company Band och i The Bakerton Group.

## Biografi
Tillsammans med Clutch spelade han på 9:30 Club i Washington D.C. så tidigt som 1991, och bandkamraten Jean-Paul Gaster var med i dokumentären 930 F Street som handlar om klubbens historia. Neil är känd för sin hårda, raspiga och djupa sångstil. Neil skriver de flesta av bandets låttexter. Clutchs låttexter som till en början var arga och seriösa blev vid 1993 års album Transnational Speedway League: Anthems, Anecdotes & Undeniable Truths intelligenta, ordlekande och ofta humoristiska. Deras låtar refererar ofta till historia, mytologi, populärkultur och religion. Ett exempel är "I Have the Body of John Wilkes Booth", från deras självbetitlade album, som berättar en historia om hur en fiskare upptäcker Lincolns lönnmördare i Susquehannafloden. Ibland innehåller texterna väldigt surrealistiska inslag, som i detta citat från låten "Burning Beard" på albumet Robot Hive/Exodus: "Every time I look out my window / same three dogs looking back at me. Every time I open my windows / cranes fly in to terrorize me."